# 恩斯特·台尔曼先锋组织
恩斯特·台尔曼先锋组织（德語：Pionierorganisation Ernst Thälmann）是德意志民主共和国的少年共产主义组织，招收6到14岁的儿童，按年龄下分为少年先锋队（Jungpioniere）和台尔曼先锋队（Thälmann-Pioniere）。此组织以德国共产党的前领袖恩斯特·台尔曼命名，为社会主义国家先锋运动的一部分。
该组织为自由德国青年团的下属组织，1948年12月13日成立，两德统一时停止运作。

## 历史
在1948年12月13日的自由德国青年团第17次中央大会上正式成立了民主德国的先锋队组织，由德国统一社会党通过自由德国青年团领导。自1949年起领导人为玛格·费斯特，她也是埃里希·昂纳克的妻子。1952年后该组织以恩斯特·台尔曼命名。
1949年该组织已招收714,258名成员，约占苏占区学龄儿童的30%。1989年大约98%的民主德国儿童都是少先队组织成员，大约两百万人。
1989年11月民主德国部分城市自由德国青年团的游行中发生示威，当时已领导少先队四年的领导人威尔弗莱德·波斯纳辞职，由最后一任领导人比吉特·格帕接任，并宣布进行组织改革。1990年德国统一后少先队组织解体，之后亦没有任何少先队组织在德国存在。

## 组织

### 少年先锋队
少年先锋队招收一到三年级的儿童，年龄大多为6到10岁，佩戴蓝领巾。
“少先队员的誓词”（德語：Gebote der Jungpioniere）通常也印在少先队员的证件上。

- 我们少先队员热爱德意志民主共和国
- 我们少先队员爱我们的父母
- 我们少先队员爱和平
- 我们少先队员保持和苏联以及所有国家儿童间的友谊
- 我们少先队员勤奋学习、遵守纪律
- 我们少先队员尊重所有劳动者并在力所能及时予以协助
- 我们少先队员都是好朋友并互相帮助
- 我们少先队员唱歌跳舞并制作工艺品
- 我们少先队员经常运动保持身体健康
- 我们少先队员骄傲地佩戴我们的蓝领巾
- 我们准备成为一名优秀的台尔曼少先队员

原文

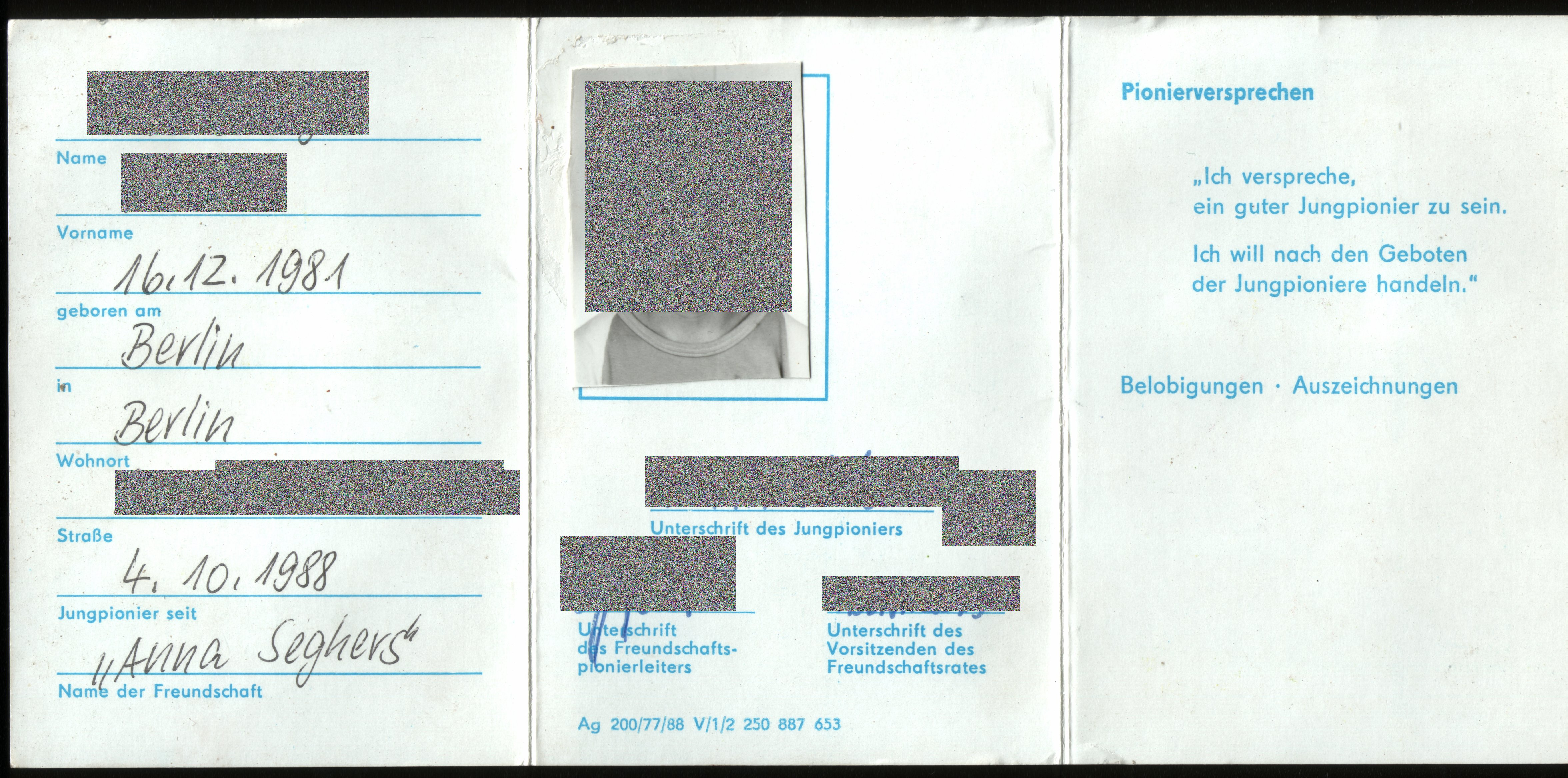
东德少先队队员证件

- Wir Jungpioniere lieben unsere Deutsche Demokratische Republik.
- Wir Jungpioniere lieben unsere Eltern.
- Wir Jungpioniere lieben den Frieden.
- Wir Jungpioniere halten Freundschaft mit den Kindern der Sowjetunion und aller Länder.
- Wir Jungpioniere lernen fleißig, sind ordentlich und diszipliniert.
- Wir Jungpioniere achten alle arbeitenden Menschen und helfen überall tüchtig mit.
- Wir Jungpioniere sind gute Freunde und helfen einander.
- Wir Jungpioniere singen und tanzen, spielen und basteln gern.
- Wir Jungpioniere treiben Sport und halten unseren Körper sauber und gesund.
- Wir Jungpioniere tragen mit Stolz unser blaues Halstuch.
- Wir bereiten uns darauf vor, gute Thälmannpioniere zu werden.

### 台尔曼先锋队
台尔曼先锋队招收四到七年级的儿童，年龄大多为10到14岁，自1973年12月10日起佩戴与德意志民主共和国少先队不同的红领巾。
“台尔曼先锋队员的誓词”（德語：Gesetze der Thälmann-Pioniere）通常也印在台尔曼少先队员的证件上。

恩斯特·台尔曼是我们的榜样。作为一名台尔曼先锋队员，我向他宣誓：像恩斯特·台尔曼教给我们的那样生活、学习、战斗。我真诚地向我们的誓词致敬：为了和平和社会主义——时刻准备着！
原文

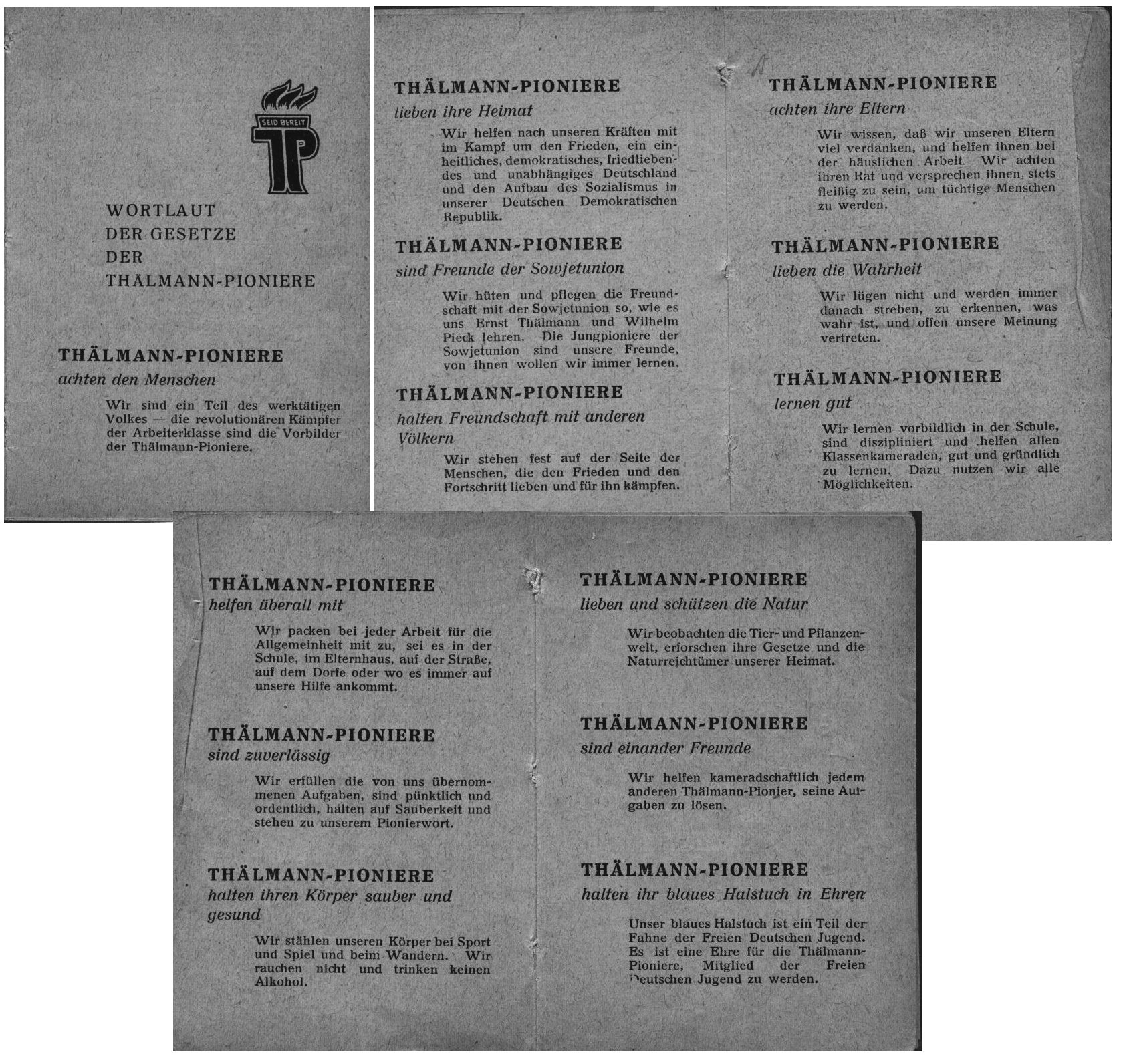
台尔曼少先队誓词

Ernst Thälmann ist unser Vorbild. Als Thälmann-Pionier gelobe ich, so zu leben, zu lernen und zu kämpfen, wie es Ernst Thälmann lehrt, getreu unserem Gruß bin ich: Für Frieden und Sozialismus immer bereit!

## 制服

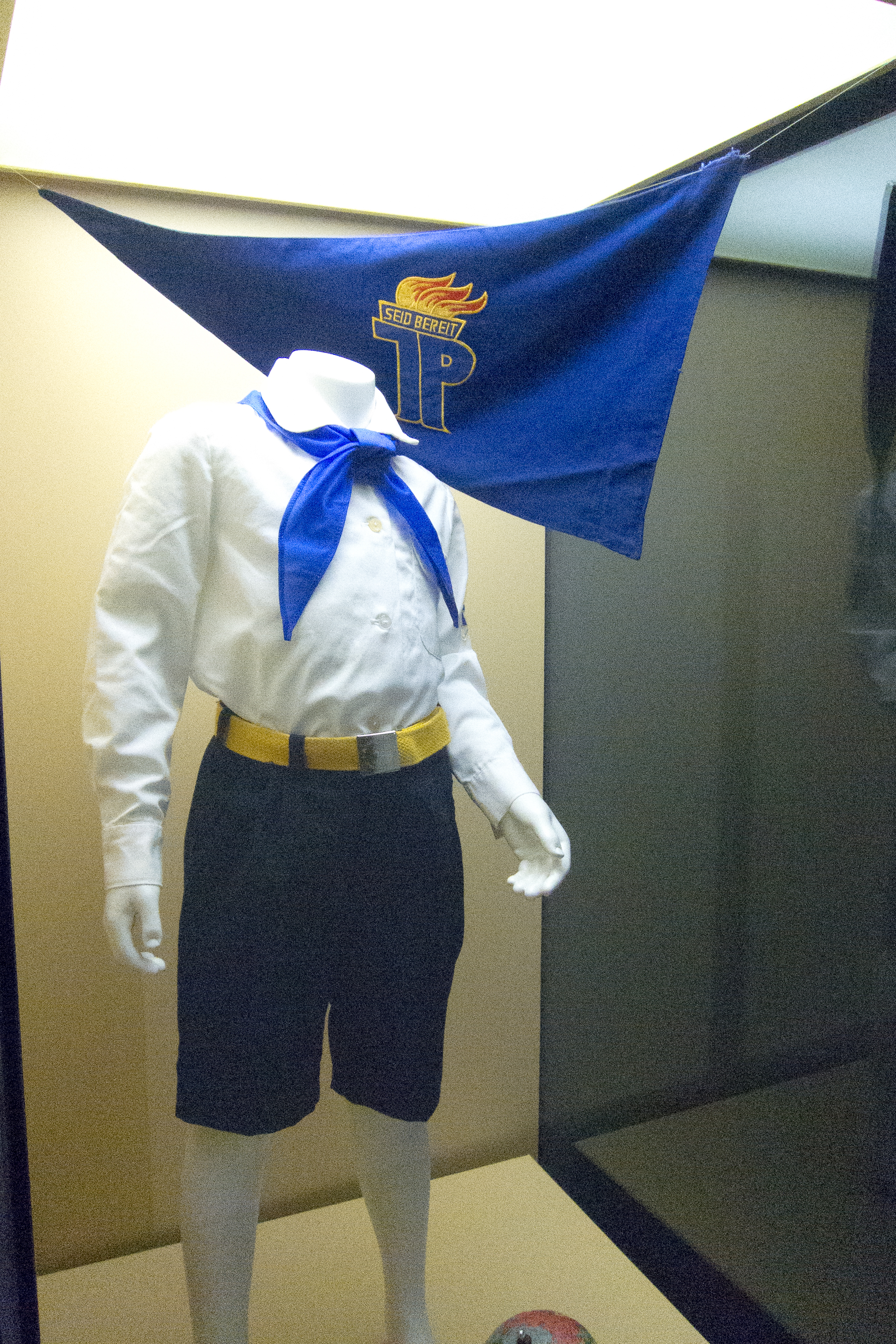
东德少先队制服与旗帜

直到20世纪70年代，在特殊场合少先队员的制服为家长提供的白色衬衫和蓝色短裤或短裙。通常情况下佩戴三角形领巾。直至1973年，此领巾为蓝色，之后由于受苏联少先队员红领巾的影响，较年长而加入台尔曼少先队的成员佩戴红领巾，但东德少先队的成员佩戴蓝领巾。

## 口号和敬礼
少先队员的口号是“为了和平和社会主义——时刻准备着”（德語：Für Frieden und Sozialismus seid bereit – Immer bereit）。在升少先队旗时通常要背诵该口号。在大型活动时，少先队领袖或老师通常会先说“准备好”（德語：Seid bereit），所有少先队员回答“时刻准备着”（德語：Immer bereit）。

## 成员资格
加入东德少先队和台尔曼少先队属于自愿行为，并未明确规定必须加入。然而对学校和家长看来这是必须的，许多儿童仅仅是从众加入。学校班级中几乎所有的成员都成为了少先队员，仅有几个成员由于宗教原因或仅仅不愿加入而未加入少先队组织。
拒绝加入的后果有很多争议，通常加入台尔曼少先队需要至少一年的东德少先队员资格，而加入自由德国青年团成为台尔曼少先队员则是必须的。那些没有加入自由德国青年团的人通常会发现之后在选择大学课程和自由旅行时受阻。
入队仪式通常在12月13日进行，这一天是1948年台尔曼少先队组织成立的纪念日。通常加入东德少先队的儿童为6岁，加入台尔曼少先队的儿童为10岁。